# Steve Lukather
Steven Lee "Steve" Lukather, född 21 oktober 1957 i San Fernando Valley, Kalifornien, är en amerikansk musiker, sedan 1977 gitarrist och sångare i pop- och rockgruppen Toto. 
Han har gjort sig känd som en av rockvärldens mest mångsidiga musiker, och har medverkat på skivor tillsammans med musiker som Michael Jackson, Cher, Elton John, Eric Clapton, Larry Carlton, Carlos Santana, Jeff Beck och Peter Criss för att nämna några. 1989 släppte han sin första soloskiva och har sedan dess släppt ett antal till.
Han har under sin karriär belönats med fem Grammy Awards, senast i kategorin Bästa instrumentala popalbum för No Substitutions: Live in Osaka (2001), tillsammans med Larry Carlton. Under 1980-talet och även in på 2000-talet blev han framröstad som världens bästa studiogitarrist vid ett flertal tillfällen av musiktidskriften Guitar Players läsare. 

## Diskografi
Studioalbum
- 1986 – Lotus Gem (med Carlos Santana & Jeff Beck)
- 1989 – Los Lobotomys (med "Los Lobotomys")
- 1989 – Lukather
- 1994 – Candyman
- 1997 – Luke
- 2003 – Santamental
- 2008 – Ever Changing Times
- 2010 – All's Well That Ends Well
- 2013 – Transition
- 2021 – I Found the Sun Again

Livealbum
- 2001 – No Substitutions: Live in Osaka (med Larry Carlton)
- 2005 – El Grupo Live (med El Grupo)
- 2005 – Paris Concert
- 2010 – An Odd Couple Live (med Edgar Winter)

## Galleri

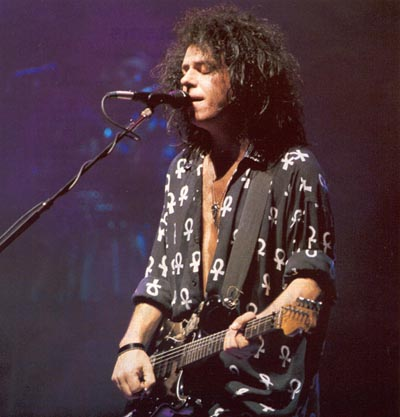
Steve Lukather live med Toto 1990.
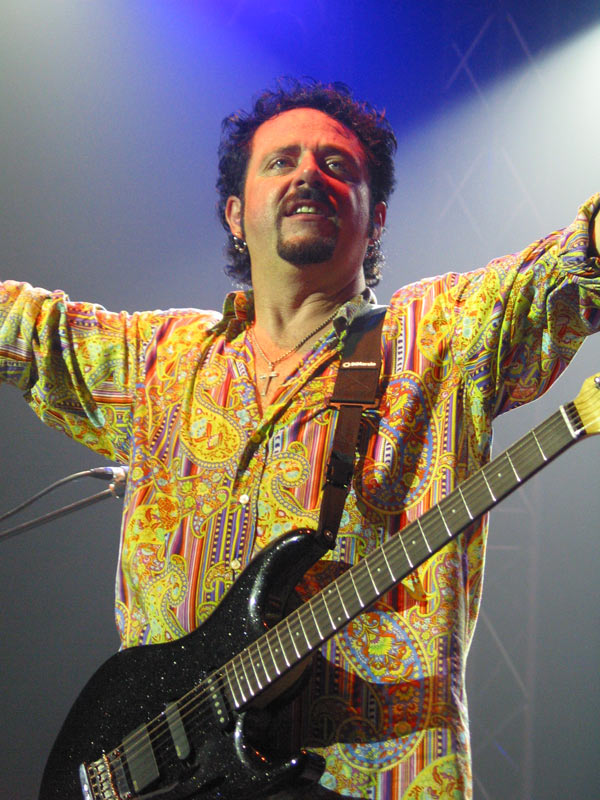
Lukather 2003.
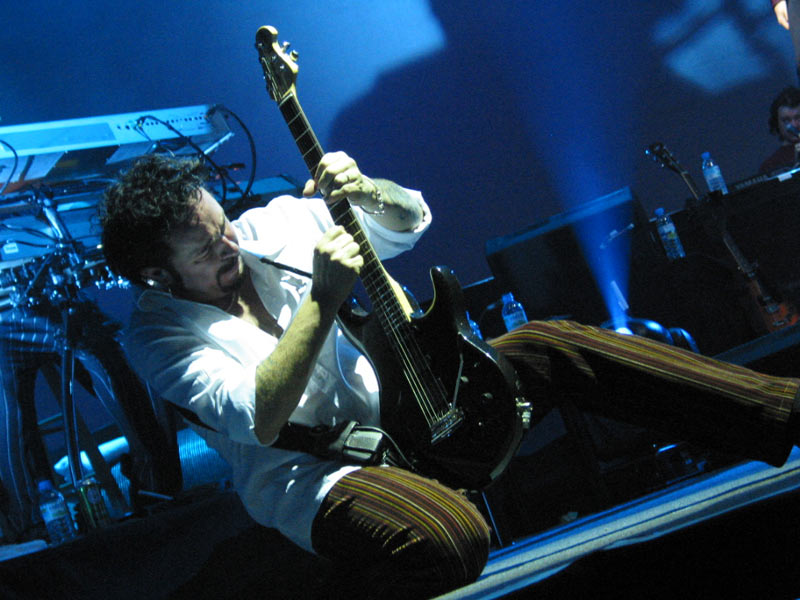
Lukather solo.
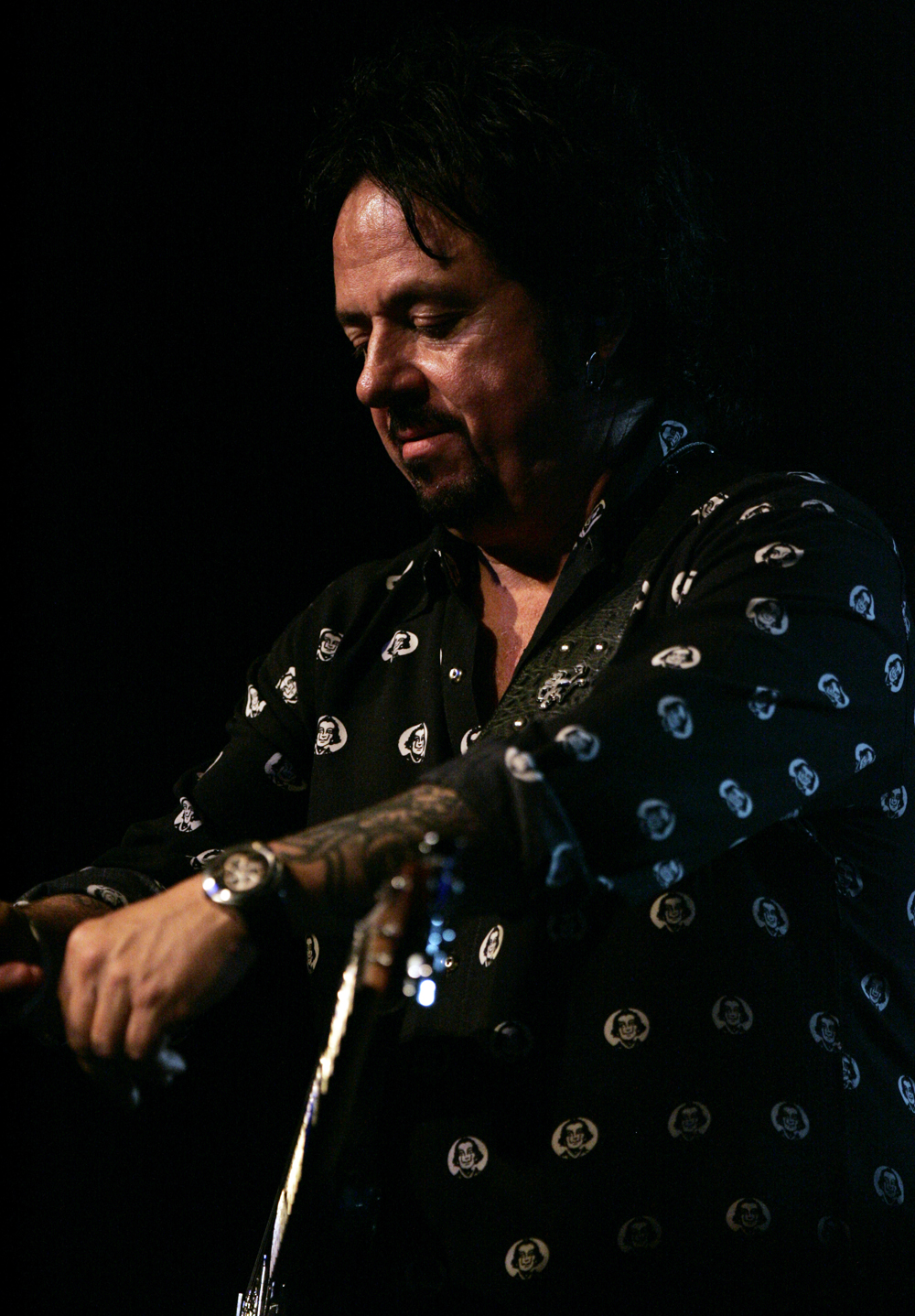
Steve Lukather uppträder med Ringo Starr 2016.